# Tonne (Stück)
Tonne war ein Stück- und Zählmaß.
- Danzig, Königsberg:
  - Heringe 1 Tonne = 1040 Stück = 13 Wahl
- Russland
  - Hafer: 1 Tonne = 10 Stück (Kuhl oder Sack)
  - Juchten: 1 Tonne = 30 Rollen
  - Sohlleder, Häute: 1 Tonne = 40 Stück = 1 Ballen
  - Elchhäute: 1 Tonne = 35 Stück
  - Bockfelle: 1 Tonne = 200 Stück
  - Hasenfelle: 1 Tonne = 1575 Stück